# آزار جنسی یا تجاوز به زندانیان در ایران
تجاوز جنسی به زندانیان در ایران به بررسی تاریخچه رواج تجاوز جنسی به زندانیان در ایران می‌پردازد. تجاوز، ممکن است برای شکنجه و تخریب روحی و روانی زندانیان، یا دلایل دیگر، صورت پذیرد. با توجه به اینکه تجاوز جنسی، آثار بسیار مخربی بر روحیه افراد مورد تجاوز قرار گرفته دارد و همچنین باعث احساس شرمساری این افراد می‌شود، از این رو، تعداد کمی از زنده ماندگان این موارد، حاضر شده‌اند که با رسانه‌ها مصاحبه کنند. در چند برهه از تاریخ جمهوری اسلامی ایران، نظام جمهوری اسلامی ایران متهم به تجاوز جنسی گسترده به زندانیان سیاسی شد. در زمان اعدام زندانیان سیاسی در دهه ۶۰، اشخاصی همچون حسینعلی منتظری که در آن زمان قائم‌مقام رهبر جمهوری اسلامی ایران بود طی نامه‌ای به تجاوز به زندانیان دختر اعتراض می‌کند. در آنچه به نام «پرونده وبلاگ نویسان» شهرت دارد، متهمان پرونده از «تهدید شدن به تجاوز» در زمان بازداشت، خبر دادند. در دوران ریاست جمهوری محمود احمدی‌نژاد و اجرای طرح ارتقای امنیت اجتماعی توسط پلیس، افرادی که در این خصوص در بازداشتگاه کهریزک حبس شدند از تجاوز، برهنه کردن عورت و ادرار بر روی زندانیان سخن گفته‌اند و گزارشهایی از شکنجه و آزار جنسی بازداشت شدگان اعتراضات به دهمین انتخابات ریاست جمهوری نیز، مطرح شده‌است. چنان‌که یکی از کاندیداهای انتخابات دهم ریاست جمهوری به نام مهدی کروبی قویاً خواستار بررسی آن شد. به جز این نیز حکومت ایران در موارد پراکنده دیگری، همچون پرونده زهرا کاظمی، به اعمال تجاوز جنسی به منظور شکنجه زندانیان متهم شده‌است.

## دهه ۵۰ (سال‌های ۵۷–۵۰)
در دهه ۵۰ و به دنبال ایجاد گروه‌های چریکی -عمدتاً چپ- در ایران، زنان فعال سیاسی زندانی شدند. در خاطراتی که توسط برخی از این زنان ثبت شده مواردی از تجاوز توسط بطری و باتون برقی -به قصد شکنجه زندانی- ذکر شده‌است.

## در دوره جمهوری اسلامی
«تجاوز جنسی در زندان‌های [جمهوری اسلامی] ایران موضوعی قطعی است…. من ۷ هزار زندانی سیاسی را در ۴ سال ونیم دوره زندان شاه دیدم، با آن‌ها زندگی کردم، حتی در یک مورد نشنیدم کسی [از زندانیان مرد] به من بگوید که به خودش تجاوز شده یا اینکه مشاهده کرده یا شنیده که به یک زندانی، تجاوز جنسی، صورت گرفته‌است». محسن مخملباف

بر پایهٔ گزارشگر ویژه سازمان ملل متحد در امور حقوق بشر ایران، در گزارش خود از شکنجه و تجاوز جنسی در زندان‌های ایران و نیز سرکوب سازماندهی‌شده اقلیت‌های دینی، قومی و جنسی در این کشور، انتقاد کرده‌است.
تهدید، آزار (دشنام جنسی یا لمس بدن…) و تجاوز جنسی، از جمله، بر ضد زندانیان عقیدتی و سیاسی، یکی از شیوه‌های شکنجه در نظام جمهوری اسلامی ایران است.
برخی از بانوان که در زندان به آن‌ها تجاوز جنسی می‌شد، بعد از مدتی، خودکشی می‌کردند. در زندان‌های جمهوری اسلامی به مردان هم، برای خُرد کردنشان تجاوز می‌شود؛ ولی به گفته برخی از زندانیان در دوره پهلوی، هیچ مردی، مورد تجاوز قرار نگرفت.
در برخی از گواهی‌ها از بودن مکان‌هایی برای تجاوز در زندان‌های جمهوری اسلامی، یاد شده‌است.

### برده‌داری جنسی در زندان
به گواهی برخی از زندانیان سیاسی، (برای نمونه) در یک شب، به یک جوان، ۷ بار تجاوز جنسی شد و پس از شکایت وی به مسئولان زندان، به سلول انفرادی، برده شده. بردگی جنسی در زندان‌های حکومت جمهوری اسلامی، رایج است و برخی از افراد مربوط، مفعولان (بردگان جنسی) خود را به زندانیان دیگر می‌فروشند.

### سازمان‌دهی تجاوزها
در برخی از شهادت‌نامه‌های بانوان زندانی، از سازمان‌دهی شده بودن انجام تجاوزهای جنسی به زندانیان عقیدتی و سیاسی و امنیتی، یاد شده‌است.

### آزار جنسی دگرباشان جنسی معترض
بیش از ۴۰ درصد از دگرباشان جنسی، مورد تعرض جنسی، قرار می‌گیرند که ۲۰ درصد آنان پس از کمک گرفتن از نیروی انتظامی یا قوه قضاییه، مورد توهین و خشونت گفتاری، فیزیکی و حتی جنسی، قرار گرفتند.

## دهه ۶۰
«آیا می‌دانید که جنایاتی در زندان‌های جمهوری اسلامی به نام اسلام در حال وقوعند که شبیه آن در رژیم منحوس شاه، هرگز دیده نشد؟! آیا می‌دانید که تعداد زیادی از زندانی‌ها تحت شکنجه توسط بازجویانشان کشته شده‌اند؟! آیا می‌دانید که در زندان [شهر] مشهد، حدود ۲۵ دختر به خاطر آنچه بر آن‌ها رفته بود، مجبور به درآوردن تخمدان یا رحم شدند؟! آیا می‌دانید که در برخی زندان‌های جمهوری اسلامی، دختران جوان به زور، مورد تجاوز قرار می‌گیرند!»

نامه منتظری به خمینی پس از اطلاع از اعدام دسته‌جمعی زندانیان عقیدتی-سیاسی ایران در تابستان ۱۳۶۷.
در اوایل دهه ۶۰ هجری خورشیدی حکومت وقت به سرکوب شدید مخالفان پرداخت و هزاران تن توسط نیروهای سپاه پاسداران اعدام گشتند. در این دوران گزارش‌ها متعددی از شکنجه، شرایط نامناسب زندان، بازداشتهای دلبخواهی و نقض بنیادی‌ترین اصول حقوق بشر منتشر شد و اتهاماتی مبنی بر تجاوز جنسی به زندانیان زن و ازدواج اجباری و موقت آن‌ها (متعه) با نگهبانانشان پیش از اعدام به گوش رسید. حسین علی منتظری قائم‌مقام رهبر ایران در آبان ۱۳۶۵ در نامه‌ای به روح‌الله خمینی در شرح مشکلات کشور با عبارت «آیا می‌دانید در بعضی زندان‌های جمهوری اسلامی دختران جوان را به زور تصرف کردند؟ آیا می‌دانید هنگام بازجوئی دختران استعمال الفاظ رکیک ناموسی رایج است؟» به این موضوع اشاره کرده‌است.
رینالدو گالیندو پل فرستاده ویژه سازمان ملل در گزارش خود پیرامون وضعیت حقوق بشر در ایران به گفته‌های خانواده‌های اعضای مجاهدین خلق اشاره می‌کند که مقامات رسمی زندان مدارک ازدواج دختر زندانی‌شان را به آن‌ها داده‌اند. مدارکی که به مفهوم تجاوز جنسی به دختران زندانی پیش از اعدام است. ژاله احمدی، پزشک و پژوهشگر، در «دائرةالمعارف زنان و فرهنگ اسلامی»، می‌نویسد در بین سال‌های ۶۰ تا ۶۶ هزاران زندانی سیاسی زن بازداشت شده و در زندانهایی مانند اوین و گوهردشت نگاهداری شدند. به گفته احمدی این دسته از زندانیان که تحت نظارت نزدیک توابین و ناظران زن و در دستان محافظان مرد زندان قرار داشتند که آن‌ها را شکنجه داده، به آن‌ها تجاوز کرده، با آن‌ها ازدواج کرده یا آن‌ها را اعدام می‌کردند. احمدی سپس به توصیف شکنجه‌ها پرداخته و با بیان اینکه زندانیان تحت شستشوی مغزی، تحقیر و تخریب روحیه قرار داشته‌اند، می‌گوید که برخی از زندانیان جهت پایان این شکنجه‌ها تصمیم به ازدواج موقت با زندانبان‌ها می‌گرفتند و برخی دست به خودکشی می‌زدند.
رضا افشاری، تاریخ‌نگار حقوق بشر، در مورد یک نوع از شکنجه می‌گوید: برخی از زندانیان سیاسی سابق که موفق به ورود به اروپا شده‌اند صحبت از روشی از شکنجه کرده‌اند که در آن زندانیان را با مجرمان خشن معمولی هم سلول می‌کردند تا توسط آن‌ها مورد تجاوز قرار بگیرند، اما از طرف دیگر هیچ‌کدام از خاطره‌های معتبرتر زندان صحبت از چنین برخوردی نمی‌کنند. به گفته افشاری امکان تصور اینکه چنین برخوردهایی در زندان‌های شهرستان‌ها اتفاق بیفتد هست؛ عفو بین‌الملل گزارش‌هایی مبنی بر آزار جنسی از انواع مختلف و حتی تجاوز جنسی دریافت کرده‌است. اما اطلاعات به گفته او موثق موجود از زندان‌های تهران مطالب بسیار کمی در مورد تجاوز فیزیکی آشکار می‌کنند، اگر چه آزار جنسی زبانی در برخی موارد مشاهده می‌شود. رضا افشاری استدلالی از شهرنوش پارسی‌پور را نقل می‌کند که یک دلیل اینکه چرا داستان‌های معتبر کمی از آزار جنسی وجود دارد را اینطور توضیح می‌دهد که به زنانی که نزدیک به اعدام بودند تجاوز می‌کردند و از آنجایی که آن زندانیان کشته می‌شدند امکان اینکه داستان خود را بنویسند را نداشتند. رضا افشاری در جمع‌بندی می‌گوید که در هر حالت اشارات به تجاوز جنسی پراکنده بوده و اغلب چیزی بیش از شایعه نیستند.
اکرم میرحسینی، پژوهشگر، در همین راستا، تجاوز را روال معمول در زندان‌ها بیان کرده و می‌گوید که این کار اغلب به عنوان مجازات در ملأ عام و برخی اوقات مقابل چشم کودکان انجام می‌شود. وی در ادامه صحبت از تجاوز چندباره به زنی که به بهانه هواداری سازمان مجاهدین خلق به زندان افتاده بود کرده، و می‌گوید که این زن به‌دلیل این تجاوزها دچار جراحات روده‌ای شده و مجبور به بستری شدن به مدت یک سال و نیم در بیمارستان شد. همچنین میرحسینی می‌گوید که زن دیگری را به‌دلیل اینکه در مقابل درخواست‌های جنسی بازجویش مقاومت کرده شلاق زده‌اند و او را مجبور کرده‌اند که شکنجه شدن دیگران را مشاهده کند.
عزت مصلی نژاد دربارهٔ توجیه مذهبی تجاوز می‌نویسد که اگر چه قرآن مجازاتی برای زنا مشخص می‌کند ولی در زمینه تجاوز ساکت است و روحانیون هم به ندرت حکم شرعی دربارهٔ تجاوز داده‌اند و این چراغ سبزی به پلیس و سپاهیان داده که با خیال آسوده تجاوز کنند؛ از جمله نمونه‌های آن هم می‌توان از تجاوز به پسران نوجوان در زندان توسط توابین نام برد. به‌گفتهٔ مصلی نژاد قرآن به صورت روشنی اجازه مبدل کردن زنان اسیر به برده جنسی را می‌دهد و این توجیه مذهبی تجاوز در زندان را فراهم کرده‌است: در ایران به زندانیان سیاسی به عنوان مفسد و افرادی که در حال جنگ با خدا هستند نگاه کرده، و استدلال می‌کنند که این افراد در این جنگ اسیر آن‌ها شده‌اند و بنابراین می‌توان آن‌ها را به برده جنسی خود تبدیل کرد.
آذر آل کنعان، کتایون آذری و مارینا نمت از جمله افرادی هستند که با رسانه‌ها مصاحبه کرده و می‌گویند که مورد تجاوز قرار گرفته‌اند: آذر آل کنعان (نام مستعار: نینا اقدم)، یکی از فعالان کُرد، در یک مصاحبه ویدئویی گفته که در اوایل سال ۱۳۶۱ به همراه کودک یکساله خود دستگیر شده، در حضور دخترش به شدت شکنجه شده و یکبار نیز در زندانی در کردستان توسط بازجویش به او تجاوز جنسی شده‌است. کتایون آذری می‌گوید که در سن ۱۷ سالگی در یکی از زندانهای جمهوری اسلامی توسط بازجوی خود که شخصی به نام حاج آقا صفایی بوده به طرز بسیار خشنی مورد تجاوز قرار گرفته‌است. مارینا نمت کتابی به نام زندانی تهران نوشته‌است که در آن نوشته که در سن ۱۶ سالگی به خاطر نوشتن مطالب ضد حکومت در مدرسه دستگیر شده و به اعدام محکوم شده ولی به واسطه ماجراهایی زنده مانده‌است. نمت در این کتاب می‌نویسد که برای نجات جانش مجبور به ازدواج با بازجویش که علی نام داشت شده‌است. به‌گفتهٔ شهرنوش پارسی‌پور کتاب مارینا نعمت، از این جهت حائز اهمیت است که متوجه می‌شویم تجاوز در زندان کاری شدنی است در حالی که پیش از انتشار این کتاب اثبات این‌که دختران در زندان مورد تجاوز قرار گرفته‌اند به سختی ممکن می‌شد.

### برخی از قربانیان تجاوز جنسی در دهه ۶۰
- سعیده سیابی؛ وی در سال ۱۳۶۰، به همراه کودک چهارماه‌اش بازداشت شده و در زندان، مورد تجاوز قرار گرفت.[۳۱][۳۲][۳۳]
- آذر آل‌کنعان (نینا اقدم)؛ یکی از کنشگران سیاسی کردتبار که در سال ۱۳۶۱ و در ۱۸ سالگی به همراه کودک ۹ ماهه‌اش دستگیر شد و در زندان سپاه پاسداران انقلاب اسلامی مورد تجاوز جنسی قرار گرفت.[۳۴]
- قانع محمدرضایی؛ وی از سه بار تجاوز به خود در دهه ۶۰ در زندان جمهوری اسلامی، یاد می‌کند.[۳۵]

## پس از پایان جنگ تا سال ۱۳۸۸
سازمان گزارشگران بدون مرز آزار جنسی بازداشت شدگان را باسابقه قلمداد کرده و معتقد است که تنها پس از انتشار نامه مهدی کروبی متعاقب حوادث پس از انتخابات ریاست جمهوری ایران (۱۳۸۸) این موضوع به‌طور رسمی و گسترده مورد توجه قرار گرفته‌است. به عنوان مثال در آنچه به نام «پرونده وبلاگ نویسان» شهرت دارد، وبلاگ نویس‌هایی مانند امید معماریان، روزبه میرابراهیمی و شهرام رفیع زاده از «تهدید شدن به تجاوز» در زمان بازداشت، خبر دادند. معینی همچنین به نقل قولی از شیرین عبادی در مورد پرونده زهرا کاظمی پرداخته که می‌پرسد «اگر به سر خانم کاظمی ضربه خورده‌است، چرا قسمت خاصی از لباس‌هایش خونی است؟» سعید امامی متهم قتل‌های زنجیره‌ای بود که در زندان به طرز مشکوکی کشته شد. سپس همسر او در هنگام بازجویی مورد آزار لفظی جنسی قرار گرفت که برای اولین بار نمایندگان مجلس آن را شنیدند.

### قربانیان تجاوز
- زهرا کاظمی؛ وی یک خبرنگار ایرانی-کانادایی بود که ادعا می‌شود پس از دستگیری در زندان اوین به جرم تهیه عکس و خبر، مورد تجاوز جنسی قرار گرفت و سپس به قتل رسید.[۳۷][۳۸][۳۹]
- زهرا بنی‌یعقوب؛ وی یک پزشک بود که توسط کمیته امر به معروف همدان در پارکی دستگیر شد و در محل بازداشتگاه به دار آویخته شد تا خودکشی جلوه داده شود. بنا بر گزارش‌هایی به وی در محل بازداشتگاه تجاوز شده بود و به خاطر پنهان کردن این مورد وی به قتل رسیده‌است.[۴۰][۴۱]
- عاطفه رجبی سهاله؛ وی چندین بار توسط ستاد احیای امر به معروف سپاه، دستگیر و به شلاق و زندان محکوم شد. در زندان توسط یکی از نیروهای سابق سپاه که ۵۱ سال داشته مورد تجاوز قرار می‌گیرد. وی درحالی‌که ۱۶ سال داشت و به شهادت همسایگان دچار اختلال مشاعر بوده‌است، توسط قاضی  حاجی رضایی (رئیس دادگستری نکا) در ملأ عام به دار آویخته شد. اعدام وی جنجال برانگیزترین مورد اعدام کودکان در ایران بود.[۴۲]
- متین یار؛ در سال ۱۳۸۶، توسط برخی از مسئولان زندان، بارها و به‌گونه ای وحشیانه و با آسیب جسمی، مورد تجاوز قرار گرفت و نیز تهدید شد که اگر افشاگری کند، طوری او را می‌کشند که خودکشی به نظر برسد.[۴۳][۴۴]
- مسیح علینژاد؛ هنگامی که برای پیگیری شکایت ستاد کل نیروهای مسلح از مطلب وی در روزنامه همبستگی و برای ادای توضیح به شعبه ۱۴۱۰ دادگاه کارمندان دولت می‌رفت، قاضی جلوی وکیل و معاون روزنامه همبستگی به او گفت اگر رسماً در روزنامه، عذرخواهی‌اش را ننویسد و منتشر نکند، روزنامه همبستگی باید روز بعدش، گزارش خبرنگار زنی را تیتر یک خود کند که در یک هفته با سه مرد زنا می‌کند. آن خبرنگار مورد نظر، خود مسیح علی‌نژاد بود.[۴۵]

## معترضان به نتیجه انتخابات ریاست جمهوری ۱۳۸۸

### نامه کروبی
مهدی کروبی یکی از نامزدهای انتخاباتی در نامه‌ای به هاشمی رفسنجانی صریحاً به تجاوز به دختران و پسران بازداشت شده اشاره کرده‌است. مجید انصاری، معاون سابق رئیس‌جمهوری ایران و عضو مجمع روحانیون مبارز، در گفتگو با خبرگزاری جمهوری اسلامی، ایرنا، دربارهٔ درخواست مهدی کروبی از هاشمی رفسنجانی، برای بررسی موضوع «تجاوز به زندانیان» گفته‌است: «با کمال تأسف اینها صحت دارد و آدم باید به قول امیرالمؤمنین آرزوی مرگ کند که در جمهوری اسلامی کار به اینجا برسد که چنین فجایعی رخ دهد… نه یک مورد بلکه متعدد بوده‌است.» میرحسین موسوی نیز برای مطرح کردن این نامه از مهدی کروبی تقدیر کرد.

### کمیته ویژه مجلس
وبگاه پارلمان نیوز به نقل از یکی از اعضای کمیته ویژه مجلس برای بررسی حوادث پس از انتخابات که نخواست نامش فاش شود، گفت که به برخی از بازداشت‌شدگان به وسیله باتون و شیشه نوشابه تجاوز شده‌است و در صورت تکمیل گزارش جزئیات آن را دراختیار رئیس مجلس و بزرگان نظام قرار خواهد گرفت.

### بازداشتگاه کهریزک
مجموعه فعالان حقوق بشر در ایران گزارشی از صحبت‌های زندانیان بازداشتگاه کهریزک تهیه کرده‌است. در این گزارش آمده که در طرح امنیت اجتماعی، زندانیان مورد تجاوز، برهنه کردن عورت و ادرار بر روی زندانیان قرار گرفته‌اند. بابک داد، روزنامه‌نگار، در مصاحبه با تلویزیون صدای آمریکا از تجاوز گسترده به پسران در بازداشتگاه کهریزک و به خصوص تجاوز شدید به پسری جوان به نام مهدی که باعث عفونت روده و پارگی مقعد وی شده‌است اشاره کرد. همچنین یک روزنامه‌نگار و فعال حقوق بشر که خود مدتی در بازداشت بوده می‌گوید گزارش‌های از تهدید جنسی و نگهداری بازداشت شدگان به صورت عریان در مکانهایی که تحت کنترل پلیس و سپاه است (از جمله سوله کهریزک و سوله پاسارگاد) دریافت کرده‌اند که حاکی از برخورد وحشیانه با آنان است.

### گزارش گاردین
گاردین در گزارش مفصل خود پیرامون حمله نیروهای امنیتی و بسیجی به کوی دانشگاه تهران در مصاحبه با یکی از دانشجویان به آزار جنسی وی اشاره کرده و به نقل از آن دانشجو می‌نویسید: «پلیس به داخل خوابگاه‌ها گاز اشک آور شلیک کرد، ما را زد، پنجره‌ها را شکست و مجبورمان کرد بر زمین دراز بکشیم. من حتی تظاهرات هم نکرده بودم اما یکی از آن‌ها رویم پرید، پشتم نشست و مرا زد؛ و بعد درحالی که تظاهر می‌کرد در جستجوی چاقو و تفنگ است، از من سوءاستفاده جنسی کرد. تهدیدمان می‌کردند که ما را حلق آویز کنند و به ما تجاوز کنند.» روزنامه گاردین در گزارش دیگری به نقل از وبلاگ‌های ایرانی از احتمال آزار جنسی علیه بازداشت شدگان سخن گفته‌است.
سازمان مردم نهاد و غیردولتی علیه آپارتاید جنسیتی (عاج)، در گزارشی از درون زندان زنان از فردی به نام طلا یاد کرده‌است که پیشنهاد رابطه جنسی از بازپرس خود دریافت کرده‌است. این نهاد از بندهای امنیتی ۲۰۹ و ۲-الف زندان اوین به عنوان بندهایی خطرناک برای زنان نام برده‌است که در آن زنان و دختران متهم سیاسی و امنیتی همواره و طبق رویه همیشگی مورد تهدید به تجاوز جنسی قرار می‌گیرند؛ همچنین اشاره شده‌است که بازسازی صحنه تجاوز برای زنان متهم در این بندهای امنیتی، که خارج از نظارت زندان اوین و قوانین قرار دارد، همچون بازسازی صحنه اعدام برای مردان مرسوم است. در ادامهٔ این گزارش آمده‌است که دست زدن به اندام زنان و دختران و تعریف بیمارگونه جزء به جزء از همه اندام آن‌ها رویهٔ همیشگی بندهای امنیتی است. در این گزارش مواردی از تخلف جنسی یا قاچاق و تجاوز یا سوء استفاده از زنان زندانی در بند زنان زندان، توسط رؤسای سابق زندان رجایی شهر و بند ۳۵۰ اوین مورد اشاره قرار گرفته‌است. اشاره‌ای به زندانیان عادی زن نیز صورت گرفته و در مورد در موقعیت تجاوز قرار دادن آن‌ها آورده شده‌است «زندانیانی که به مرخصی، پول و مواد مخدر و حتی به مکانی برای زندگی نیازمندند و جرم برخی از آن‌ها روسپی گری و استعمال مواد مخدر بوده‌است، چاره‌ای به جز تن دادن به این شرایط و ارتباطات ندارند».

### واکنش نهادهای خارج از ایران
سازمان عفو بین‌الملل خواستار بررسی شکنجه و تجاوز جنسی در زندان‌های ایران شد. دبیرکل عفو بین‌الملل گفت: «اشکال بدرفتاری‌های توصیف شده، حاکی از آن است که قربانیان به افراطی‌ترین شیوه‌ها تحقیر شده‌اند و چنانچه این اتهامات درست باشند، مسئولان باید بی‌درنگ پاسخگو باشند».
همچنین سناتور جمهورِی خواه ایالات متحده آمریکا، تدیوس مک کاتر در سخنرانی خود در کنگره آمریکا از تجاوز و قتل یکی از بازداشت شدگان به نام ترانه موسوی نام برده‌است.

### تهدید به تجاوز
به گفته محسن مخملباف بسیاری نیز تهدید شدند به اقوامشان تجاوز می‌شود مانند محمدعلی ابطحی که بعد از ملاقات با خانواده‌اش در زندان، تهدید شد که اگر اعتراف نکند، به همسر و دخترانش تجاوز می‌شود.

### قربانیان تجاوز (۱۳۸۸)
- مریم صبری، آرش توکلی، ابراهیم شریفی و ابراهیم مهتری، چهار تن از معترضان به نتایج انتخابات ریاست‌جمهوری سال ۱۳۸۸ بودند که توانستند از ایران خارج شوند و در مصاحبه‌هایی عنوان کردند که در زندان‌های ایران به آن‌ها تجاوز شده‌است.[۵۹]

مریم صبری از تجاوز مکرر به خود، گفته‌است.

## از سال ۱۳۸۸ به بعد
«عکس‌های پزشکی قانونی زنجان، نشان می‌دهد که تن من از شانه و سینه تا بازو و ران پا چگونه توسط مردان [زندانبان] دریده شده بود…. من بارها و بارها، چه در سلول‌های انفرادی و چه در بند عمومی زندان اوین، حتی در بند عادی زنان زندان زنجان، روایت‌هایی از تعرض‌های [جنسی] مردان حکومت جمهوری اسلامی ایران نسبت به زنان را شاهد بوده‌ام و شنیده‌ام». نرگس محمدی

- در اسفند ۱۳۹۹، نرگس محمدی، روزنامه‌نگار و فعال حقوق بشر در مصاحبه‌ای از آزار جنسی خود به دست رئیس زندان و برخی از زندانبانان خبر داد. وی گفت که با وجود گواهی پزشکی قانونی دربارهٔ آثار کبودی در ۲۴ جا از بدنش، از جمله، بر گردن و سینه و ران و پا، به شکایتش رسیدگی نشده‌است.[۶۳]
- کسانی همچون: نیلوفر بیانی، هنگامه شهیدی و نیگارا افشارزاده، سپیده قلیان... نیز در زندان‌های جمهوری اسلامی، مورد تهدید یا آزار جنسی قرار گرفته‌اند.[۶۴][۶۵]

نیلوفر بیانی در نامه ای به سید علی خامنه‌ای در ۲۲ بهمن ۱۳۹۷، به توضیح رفتار بازجویان سپاه پرداخته و در بخشی از آن نوشته که وی «به همراه ۷ مرد مسلح به ویلایی خصوصی در لواسان منتقل شده تا با وجود امتناع، مجبور به نظاره رفتار غیراخلاقی و غیراسلامی آنها در استخر خصوصی بشود»

### آزار جنسی زندانیان اعتراضات آبان ۹۸
برخی از زندانیان اعتراضات آبان ۱۳۹۸ ایران یا نزدیکانشان، مورد تهدید، آزار یا خشونت جنسی قرار گرفتند.

### در دوره خیزش ۱۴۰۱
در پی اعتراضات سراسری ۱۴۰۱ ایران نیز آرمیتا عباسی چند بار مورد تجاوز قرار می‌گیرد ودر ۲۶ مهرماه همراه با مأموران لباس شخصی به بیمارستان  امام علی کرج منتقل شده و توسط مأموران امنیتی از بیمارستان ربوده می‌شود. بنابر گزارش سی‌ان‌ان مدارکی که از مکالمات میان پزشکان در پیام‌های خصوصی اینستاگرام درز کرده «نیروهای امنیتی حکومت او را شکنجه کردند و مورد خشونت جنسی قرار داده‌اند».

## آثار دربارهٔ تجاوز جنسی و شکنجه‌گران
- جنایت بی‌عقوبت (شکنجه و خشونت جنسی علیه زندانیان سیاسی زن در جمهوری اسلامی)؛ ۲ جلدی؛[۷۱][۷۲]
- شکنجه سفید؛ نوشتاری است از نرگس محمدی دربارهٔ شکنجه‌های جنسی و غیرجنسی دربارهٔ بانوان زندانی (همچون: نرگس محمدی، نیگارا افشارزاده، آتنا دائمی، زهرا ذهتابچی، نازنین زاغری، مهوش شهریاری، هنگامه شهیدی، ریحانه طباطبایی، سیما کیانی، فاطمه محمدی، صدیقه مرادی، نازیلا نوری و شکوفه یداللهی[۷۳]) در نظام جمهوری اسلامی ایران، به همراه نام برخی از شکنجه‌گران.[۷۴]
- زیر بوته‌های لاله عباسی؛ کتابی از نسرین پرواز.[۷۵]